# ديفيد أ. برودي
ديفيد أ. برودي (بالإنجليزية: David A. Brodie)‏ هو لاعب كرة قدم أمريكية أمريكي، ولد في 1867 في بيتيربوروغ في كندا، وتوفي في 29 ديسمبر 1951 في أفون بارك في الولايات المتحدة.